# 2442 Corbett
2442 Corbett è un asteroide della fascia principale. Scoperto nel 1980, presenta un'orbita caratterizzata da un semiasse maggiore pari a 2,3877148 UA e da un'eccentricità di 0,1179214, inclinata di 5,08667° rispetto all'eclittica.
L'asteroide è dedicato al cacciatore britannico Jim Corbett.